# Nathan Sawaya
Nathan Sawaya (Colville (Washington), 10 de julho 1973) é um artista plástico estadunidense.

## Biografia
A sua obra caracteriza-se pela criação de mosaicos e modelos tridimensionais em grande escala de itens do dia-a-dia empregando tijolos padrão do brinquedo Lego. As suas obras são únicas, produzidas sob encomenda por pessoas, empresas, instituições, museus e galerias.
O seu trabalho começou a chamar a atenção nos Estados Unidos da América em 2004, quando ganhou um concurso nacional para um profissional Lego Master Model Builder.
Após trabalhar para a Lego por seis meses, saiu e abriu o seu próprio estúdio de arte em Nova York, sendo oficialmente reconhecido pelo LEGO Group como um Lego Certified Professional.
Sawaya realizou a sua primeira exposição individual de arte na Primavera de 2007 no Lancaster Museum of Art.
A "The Art of the Brick´´" é a primeira grande exposição em museu nos E.U.A. centrada exclusivamente na utilização de blocos de construção LEGO como meio de Arte.
Desde 2000, Sawaya criou algumas das esculturas de arte mais conhecidas em LEGO, incluindo uma réplica de 2,10 metros de comprimento da Ponte do Brooklyn, uma réplica em tamanho real de um "Tyrannosaurus rex", uma réplica de 1,80 metros de altura do personagem Han Solo congelado no bloco de Carbonite, do Curious George, e os modelos de Alfred Hitchcock e Lindsay Lohan. Outros trabalhos incluem um enorme auto-retrato a preto-e-branco e uma caixa gigantesca de Monopólio (Banco Imobiliário).
Sawaya também tem feito aparições em múltiplos média, incluindo The Colbert Report, onde ele presenteou Stephen Colbert com uma réplica em tamanho natural de ninguém menos que Stephen Colbert, o The Late Show da CBS com David Letterman, o Today Show da NBC, o Countdown da MSNBC com Keith Olbermann, o Cold Pizza da ESPN, o Jimmy Kimmel Live da ABC, a revista Newsweek, o jornal Los Angeles Times, o Hollywood Reporter, a CNN e o Newsday. Em Abril de 2009, foi consultor do programa MythBusters.

## Obras
O trabalho do artista também consta de diversas coleções, entre as quais:
- The Strong National Museum of Play em Rochester, New York
- Time Warner Center, exposição pública de arte em New York, New York
- Qwest Field, exposição pública de arte em Seattle, Washington
- Legoland California em Carlsbad, Califórnia
- FAO Schwarz em New York, New York
- Bellaire Historic Society and Toy Museum em Bellaire, Ohio
- The Dreier Collection em Santa Barbara, California
- The National Museum of the Marine Corps em Quantico, Virginia
- The New Orleans Public Library, exposição pública de arte em New Orleans, Louisiana